# Stacja (film 1981)
Stacja – polski film fabularny z 1981 roku w reżyserii Antoniego Krauze, będący adaptacją opowiadania „Zamieć” Władysława Terleckiego.

## Obsada
- Bolesław Smela – stary
- Henryk Bista – adwokat
- Ryszard Pietruski – działacz
- Mieczysław Voit – lekarz
- Lidia Korsakówna – żona lekarza
- Konrad Morawski – ksiądz
- Jan Jurewicz – aresztant
- Jerzy Kozłowski – milicjant
- Andrzej Golejewski – milicjant
- Andrzej Mrowiec – kolejarz
- Małgorzata Pritulak – żona kolejarza
- Natalia Wendkowska – córka kolejarza
- Marek Sokół – chłopak
- Krystyna Wachelko-Zaleska – dziewczyna